# Expeditie Robinson 2019
Expeditie Robinson 2019 is het twintigste reguliere seizoen van de Nederlandse versie van Expeditie Robinson, een televisieprogramma waarin deelnemers moeten overleven op een onbewoond eiland en tegen elkaar strijden voor de overwinning.
Dit seizoen werd uitgezonden vanaf zondag 1 september 2019 en in tegenstelling tot de voorgaande seizoenen werd het uitgezonden op de zondag in plaats van op donderdag. Tevens was dit het eerste seizoen dat uitgezonden werd door RTL 4, voorheen was dit RTL 5.
Het programma wordt gepresenteerd door Nicolette Kluijver en Kaj Gorgels, Gorgels verving presentator Dennis Weening nadat hij werd ontslagen door RTL.
De opnames van het programma vonden plaats vanaf midden juni tot eind juli 2019.

## Expeditieleden
Een maand voordat het seizoen van 2019 van start ging, werden er op de sociale media om de dag of een aantal achtereenvolgende dagen video's van enkele seconden naar buiten gebracht. In elk van deze video's staat één object centraal, waaraan de kijkers deze bekende Nederlander aan zou kunnen herkennen; bij Rob Geus was dit een hygiënelijst met zijn quote "Daar word ik niet vrolijk van". Nadat vier van deze video's naar buiten zijn gebracht worden de vier deelnemers bekendgemaakt als een museumstuk waar een linnendoek vanaf wordt getrokken. De eerste deelnemers werden officieel op 5 augustus 2019 bekendgemaakt.
In het seizoen van 2019 deden de volgende kandidaten mee:
| Naam                | Beroep / bekend van                                              | Kamp                         | Resultaat           |
| ------------------- | ---------------------------------------------------------------- | ---------------------------- | ------------------- |
| Hugo Kennis         | Televisiepresentator bekend van 24Kitchen                        | Zuid / Noord                 | Winnaar             |
| Eva Cleven          | Televisiepresentatrice bekend van Het Klokhuis                   | Duivelseiland / Noord        | Verliezend finalist |
| Shary-An Nivillac   | Zangeres bekend van The voice of Holland                         | Noord                        | Verliezend finalist |
| Eva Koreman         | Radio-dj bekend van NPO 3FM                                      | Noord                        | 4e                  |
| Mariana Verkerk     | Oud-model en catwalkcoach bekend van Holland's Next Topmodel     | Noord / Zuid / Duivelseiland | 5e                  |
| Akwasi Owusu Ansah  | Rapper, acteur en schrijver                                      | Zuid / Duivelseiland         | 6e                  |
| Yvette Broch        | Voormalig model & handbalster                                    | Zuid                         | 7e                  |
| Tim Coronel         | Autocoureur                                                      | Noord / Zuid                 | 8e                  |
| Fien Vermeulen      | Nieuwslezeres bekend van Qmusic                                  | Zuid                         | 9e                  |
| Thomas Berge        | Zanger                                                           | Noord                        | 10e                 |
| Kelvin Boerma       | Youtuber bekend als Kalvijn                                      | Noord / Zuid                 | 11e                 |
| Kim Kötter          | Model en presentatrice                                           | Noord / Zuid / Duivelseiland | 12e                 |
| Rijk Hofman         | Televisiepresentator bekend van MTV                              | Duivelseiland                | 13e                 |
| Frank van der Lende | Radio-dj bij NPO 3FM                                             | Zuid / Noord                 | 14e                 |
| Roy Donders         | Stylist en zanger bekend van Roy Donders: Stylist van het Zuiden | Noord                        | 15e                 |
| Rob Geus            | Televisiepresentator bekend van De Smaakpolitie                  | Duivelseiland                | 16e                 |
| Dionne Slagter      | Youtuber bekend als OnneDi                                       | Zuid                         | 17e                 |
| Berdien Stenberg    | Fluitiste                                                        | Duivelseiland                | 18e                 |
| Jaap van Deurzen    | Verslaggever en journalist bij RTL                               | Zuid                         | 19e                 |
| Anita Heilker       | Zangeres bekend van de Dolly Dots                                | Zuid                         | 20e                 |

De eerste elf kandidaten hebben de samensmelting weten te behalen.

## Trivia
- Jaap van Deurzen is met 66 jaar de oudste deelnemer van het seizoen en Rijk Hofman met 22 jaar de jongste.
- Voordat de opnames waren afgerond lekte er een video uit van een groep bekende Nederlanders die op een Thais vliegveld stonden die waarschijnlijk onderweg waren naar Expeditie Robinson. Deze groep bestond uit Rob Geus, Kelvin Boerma, Frank van der Lende, Tim Coronel[12] en Thomas Berge.[13] Later werden zij inderdaad bevestigd als deelnemers aan het programma.
- In dit seizoen werd de finale voor het eerst in de geschiedenis van Expeditie Robinson in twee dagen gespeeld in verband met slecht weer, hierdoor was het onverantwoord om door te gaan. Ook bleef de proef onbeslist, aangezien zowel Hugo Kennis als Eva Cleven het tweede doelwit niet wisten te raken. Omdat Hugo als eerste het laatste onderdeel van de proef bereikte werd hij daarom uitgeroepen tot winnaar van Expeditie Robinson 2019.